# Colette (film, 1952)
 (juin 2017).
Si vous disposez d'ouvrages ou d'articles de référence ou si vous connaissez des sites web de qualité traitant du thème abordé ici, merci de compléter l'article en donnant les références utiles à sa vérifiabilité et en les liant à la section « Notes et références ».
Pour plus de détails, voir Fiche technique et Distribution.
Colette est un film documentaire français réalisé par Yannick Bellon, avec et sur l'écrivain éponyme, à travers les lieux où elle a vécu. Le film est sorti en 1952.

## Résumé
Dans son appartement du Palais-Royal, l'écrivain Colette s'entretient avec son mari Maurice Goudeket, qui lui fait part de son désir de tourner un film sur elle. Clouée dans son "lit-radeau" en raison d'une arthrite de la hanche, elle se fait prier malgré l'intérêt qu'elle porte à sa propre biographie. Elle passe en revue les diverses maisons qu'elle a habitées depuis sa maison natale bourguignonne à Saint-Sauveur-en-Puisaye, son chalet de Passy, ses maisons en Bretagne ou en Provence, jusqu'à la quatorzième et dernière de ses seize dernières années de sa vie. Les photographies des personnages qui ont compté dans sa vie défilent, "Willy" son pseudonyme de jeunesse, sa mère Sido, le pantomime Georges Wague. Jean Cocteau, son voisin et ami, lui rend visite.

## Fiche technique
- Réalisation : Yannick Bellon
- Directeur de la photographie : André Dumaître
- Musique : Guy Bernard sous la direction d'André Girard
- Montage : Myriam Borsoutzky
- Son : Pierre Calvet
- Production : Films Jacqueline Jacoupy
- Distribution :  Les films de l'équinoxe (2018)
- Commentaire :  Colette
- Sauvegarde-restauration : Archives françaises du Film/CNC (1999) Hiventy (2018)
- Lieu de tournage: Paris, Var, Bretagne
- Durée, format : 29 minutes, noir et blanc
- Date de sortie : France : 1952
- Visa CNC : 10108

## Distribution
- Colette
- Jean Cocteau
- Georges Wague
- Maurice Goudeket
- Pauline Tissandier, sa gouvernante